# 메건 분
메건 분(Megan Boone, 1983년 4월 29일~)은 미국의 배우이다.

## 출연 작품
- (블랙리스트 4,5,6,7,8)
- 블랙리스트 3 (2015)
- 블랙리스트 2 (2014)
- 블랙리스트  (2013)
- 웰컴 투 더 정글 (2013)
- 리브 미 라이크 유 파운드 미 (2012)
- 어바웃 체리 (2012)
- 스텝업4 : 레볼루션 (2012)
- 법과 질서: 로스 엔젤레스 (2010)
- 섹스 앤 더 시티 2 (2010)
- 블러디 발렌타인 (2009)
- 더 머스테시어드 밴디트 미츠 히스 엔드 (2007)